# 11-я Парковая улица
Оди́ннадцатая Па́рковая у́лица — улица, расположенная в районах Восточное и Северное Измайлово Восточного административного округа города Москвы. Она берёт начало от Измайловского проспекта и заканчивается у Щёлковского шоссе. Пересекает: Сиреневый бульвар, Измайловский бульвар, Верхнюю Первомайскую улицу, Среднюю Первомайскую улицу, Первомайскую улицу и Нижнюю Первомайскую улицу. С запада к ней примыкает улица Константина Федина. Нумерация домов начинается от Измайловского проспекта.

## Происхождение названия
Названа по своему направлению к Измайловскому парку. Старое название: шоссе НКПС (Народного комиссариата путей сообщения СССР). Название утверждено 18 ноября 1949 года.

## Примечательные здания
По чётной стороне:
- № 32 — Городская клиническая больница № 57[2].
- № 32/61 — Бюро судебно-медицинской экспертизы Департамента здравоохранения г. Москвы, танатологические отделения, № 11.
- № 36 — Дом молодёжи «Измайлово».
- № 38А — в/ч 29155[англ.], является 161-м центром подготовки специалистов ГРУ (ГУ ГШ МО). Цель этого подразделения — дестабилизация ситуации в Европе.
- № 44 — жилой дом. Здесь в 1964—2009 годах жил физик Э. Э. Шпильрайн[3].
- № 46 — здание, где ранее находился детский сад. В 2017 году «Москомархитектура» выдал его собственнику ООО «Инград» ГПЗУ на строительство здесь высотного жилого комплекса с увеличением предельной высоты с 10 до 75 метров. Под незаконную точечную застройку на территории сада было вырублено 504 дерева.
- № 50 — школа № 1268 Восточного округа с углублённым изучением английского языка[4].

По нечётной стороне:
- № 21 — детская библиотека ВАО — Интеллект-центр № 67[5]; центральная библиотека ВАО — Интеллект-центр № 120 им. Б. А. Лавренёва, отдел иностранной литературы[5].
- № 49 — спортивный комплекс «Трудовые резервы» ГОУ[6].

## Транспорт
По участку улицы от Измайловского проспекта до Первомайской улицы в одну сторону проходит автобус 557.
Ближайшие станции метро:  Первомайская,  Щёлковская.
- Интересно, что до постройки станций метро «Измайловская» и «Первомайская» (новая) на схемах развития метро фигурировала[источник не указан 3116 дней] станция «11-я Парковая».